# CELAC
Gemenskapen för Latinamerikas och Karibiens stater (spanska: Comunidad de Estados Latinoamericanos y Caribeños, CELAC) är ett regionalt samarbete som omfattar alla 33 länder i Amerika och Karibien, förutom USA och Kanada, i syfte att öka handeln och annat samarbete i regionen. Ordförande (2023) är Saint Vincent och Grenadinernas premiärminister Ralph Gonsalves.

## Historik
Celac bildades på initiativ av Venezuelas president Hugo Chavez och andra, framför allt vänsterinriktade, regeringar i Latinamerika. Organisationens föregångare var den så kallade Rio-gruppen som upplöstes 2011, och den har beskrivits som ett försök att minska inflytandet från OAS, och därmed USA, i regionen.
Samarbetet konstituerades i Playa del Carmen i Mexiko den 22 februari 2010. Tjugo ministrar från de 32 Celac-länderna möttes den 3 juli 2010 i Caracas, och enades då om att ge Chile och Venezuela i uppdrag att utarbeta förslag till stadgar för den nya alliansen. I januari 2013 ägde organisationens första toppmöte rum i Chile. Efter det femte toppmötet, som ägde rum i januari 2017 i Dominikanska republiken, hölls inget årligt toppmöte fram till 2021, på grund av interna konflikter mellan medlemsländerna. 
År 2023 har totalt tre möten mellan Celac och EU hållits, det senaste den 17–18 juli 2023 i Bryssel. Celac har också hållit möten på ministernivå med Kina, det tredje och senaste i december 2021.
År 2020 lämnade Brasiliens president Jair Bolsonaro in sitt lands utträdesansökan från Celac, och anklagade organisationen för stöd åt Kubas, Venezuelas och Nicaraguas regeringar; Brasilien återanslöts till organisationen 2023, efter att Luiz Inácio Lula da Silva tillträtt som president.
I juni 2023 erkände CELAC ön Puerto Ricos latinamerikanska och karibiska karaktär och ”manar FN:s generalförsamling att undersöka frågan om Puerto Rico i dess helhet och i alla dess aspekter, och fatta beslut i denna fråga så snart som möjligt”.